# Pensami per te
Pensami per te (Мисли ме за себе си) е седмият студиен албум на италианската певица Анна Окса, издаден през 1988 от музикалната компания CBS.
В него е включена песента Quando nasce un amore (Щом се зароди любовта), с която участва на Музикалния фестивал „Санремо“, класирайки се на седмо място.

## Песни
1. Pensami per te (Мисли ме за себе си) – 5:39 (текст: Аделио Колиати, Франко Чани – музика: Пиеро Касано)
2. E tu cantavi (А ти пееше) – 3:40 (текст: Аделио Колиати, Франко Чани – музика: Пиеро Касано)
3. Attraversarti l'anima (Минавайки през душата ти) – 4:23 (текст: Аделио Колиати, Франко Чани – музика: Пиеро Касано)
4. C'è ancora un'avventura (Приключението продължава) – 6:18 (текст: Аделио Колиати, Франко Чани – музика: Пиеро Касано)
5. Quando nasce un amore (Щом се зароди любовта) – 3:59 (текст: Аделио Колиати, Франко Чани – музика: Пиеро Касано)
6. Tu non ridi più (Вече не се смееш) – 4:20 (текст: Аделио Колиати, Франко Чани – музика: Пиеро Касано)
7. L'uomo che gioca (Мъжът, който играе) – 4:36 (текст: Аделио Колиати, Франко Чани – музика: Пиеро Касано, Масимилиано Пани)
8. Oltre la montagna (Отвъд планината) – 4:34 (текст: Аделио Колиати, Франко Чани – музика: Пиеро Касано)
9. Estensione (Пространство) – 2:30 (музика: Пиеро Касано и Фио Дзаноти) – Инструментал с вокализа

|  | Тази страница частично или изцяло представлява превод на страницата Pensami per te в Уикипедия на италиански. Оригиналният текст, както и този превод, са защитени от Лиценза „Криейтив Комънс – Признание – Споделяне на споделеното“, а за съдържание, създадено преди юни 2009 година – от Лиценза за свободна документация на ГНУ. Прегледайте историята на редакциите на оригиналната страница, както и на преводната страница, за да видите списъка на съавторите. ВАЖНО: Този шаблон се отнася единствено до авторските права върху съдържанието на статията. Добавянето му не отменя изискването да се посочват конкретни източници на твърденията, които да бъдат благонадеждни. |